# فابيان جيفارا
فابيان جيفارا (بالإسبانية: Fabián Guevara)‏ (22 يونيو 1968 بسانتياغو في تشيلي - ) هو مدرب كرة قدم ولاعب كرة قدم تشيلي في مركز الدفاع. شارك مع منتخب تشيلي لكرة القدم. أما مع النوادي، فقد لعب مع كولو-كولو ونادي أونيفرسيداد دي تشيلي ونادي بالستينو ونادي مونتيري ونادي كونسيبسيون ‏.

## وصلات خارجية
- فابيان جيفارا على موقع قاعدة بيانات كرة القدم.إي يو (الإنجليزية)
- فابيان جيفارا على موقع ناشيونال فوتبول تيمز (الإنجليزية)
- فابيان جيفارا على موقع عالم كرة القدم.نت (الإنجليزية)